# Leptodactylus
'Pipgrodor (Leptodactylus) är ett släkte av groddjur. Leptodactylus ingår i familjen tandpaddor.
De förekommer i tropiska Sydamerika. Till utseende och levnadssätt liknar de europeiska grodor men skiljer sig från dem genom avsaknad av simhud och sitt läte, vilket hos visa arter sägs likna ljudet av yxhugg.

## Dottertaxa tillLeptodactylus, i alfabetisk ordning[2]
- Leptodactylus ajurauna
- Leptodactylus albilabris
- Leptodactylus andreae
- Leptodactylus araucaria
- Leptodactylus bokermanni
- Leptodactylus bolivianus
- Leptodactylus bufonius
- Leptodactylus caatingae
- Leptodactylus camaquara
- Leptodactylus chaquensis
- Leptodactylus coca
- Leptodactylus colombiensis
- Leptodactylus cunicularius
- Leptodactylus cupreus
- Leptodactylus didymus
- Leptodactylus diedrus
- Leptodactylus diptyx
- Leptodactylus discodactylus
- Leptodactylus elenae
- Leptodactylus fallax
- Leptodactylus flavopictus
- Leptodactylus fragilis
- Leptodactylus furnarius
- Leptodactylus fuscus
- Leptodactylus gracilis
- Leptodactylus griseigularis
- Leptodactylus hallowelli
- Leptodactylus heyeri
- Leptodactylus hylaedactylus
- Leptodactylus hylodes
- Leptodactylus jolyi
- Leptodactylus knudseni
- Leptodactylus labrosus
- Leptodactylus labyrinthicus
- Leptodactylus laticeps
- Leptodactylus latinasus
- Leptodactylus lauramiriamae
- Leptodactylus leptodactyloides
- Leptodactylus lineatus
- Leptodactylus lithonaetes
- Leptodactylus longirostris
- Leptodactylus lutzi
- Leptodactylus macrosternum
- Leptodactylus magistris
- Leptodactylus marambaiae
- Leptodactylus marmoratus
- Leptodactylus martinezi
- Leptodactylus melanonotus
- Leptodactylus myersi
- Leptodactylus mystaceus
- Leptodactylus mystacinus
- Leptodactylus nanus
- Leptodactylus natalensis
- Leptodactylus nesiotus
- Leptodactylus notoaktites
- Leptodactylus ocellatus
- Leptodactylus ochraceus
- Leptodactylus paraensis
- Leptodactylus pascoensis
- Leptodactylus pentadactylus
- Leptodactylus peritoaktites
- Leptodactylus petersii
- Leptodactylus plaumanni
- Leptodactylus podicipinus
- Leptodactylus poecilochilus
- Leptodactylus pustulatus
- Leptodactylus rhodomerus
- Leptodactylus rhodomystax
- Leptodactylus rhodonotus
- Leptodactylus rhodostima
- Leptodactylus riveroi
- Leptodactylus rugosus
- Leptodactylus sabanensis
- Leptodactylus savagei
- Leptodactylus sertanejo
- Leptodactylus silvanimbus
- Leptodactylus spixi
- Leptodactylus stenodema
- Leptodactylus syphax
- Leptodactylus tapiti
- Leptodactylus thomei
- Leptodactylus troglodytes
- Leptodactylus turimiquensis
- Leptodactylus wagneri
- Leptodactylus validus
- Leptodactylus vastus
- Leptodactylus ventrimaculatus
- Leptodactylus viridis